# Zacacoyuca
Zacacoyuca es una localidad del estado mexicano de Guerrero, que forma parte del municipio de Iguala de la Independencia, al norte de la entidad.

## Localización y demografía
La localidad de Zacacoyuca se encuentra localizada en las afueras de las ciudades de Iguala de la Independencia y de Tepecoacuilco de Trujano sobre la Carretera Federal 95 Iguala-Chilpancingo, que es su principal vía de comunicación. Se ubica en las coordenadas geográficas 18°15′00″N 99°31′37″O / 18.25000, -99.52694 y a una altitud de 902 metros sobre el nivel del mar, junto al río Tepecoacuilco y en sus cercanías se encuentra el Aeródromo de Zacacoyuca o Aeródromo de Iguala.
De acuerdo con los resultados del Censo de Población y Vivienda realizado por el Instituto Nacional de Estadística y Geografía tiene una población total de 1 526 habitantes, de los cuales 739 son hombres y 787 son mujeres.

## Historia
El 5 de febrero de 2020 se registró un ataque a balazos al público que se encontraba en un jaripeo, con saldo de un muerto y tres heridos.